# Cerco de Chandax
O Cerco de Chandax foi a peça central da campanha do Império Bizantino para recuperar a ilha de Creta, enquanto desde a década de 820 foi governada por árabes muçulmanos. A campanha foi a última numa série de tentativas falhas para reclamar a ilha dos muçulmanos que começaram desde 827, alguns anos após a conquista inicial da ilha pelos árabes, e foi liderada pelo general e futuro imperador Nicéforo Focas. Durou do outono de 960 até a primavera de 961, quando o principal forte e capital da ilha, Chandax (atual Heraclião) foi capturada. A reconquista de Creta foi a principal realização dos bizantinos, pois restaurou o controle sobre o litoral egeu e diminuiu a ameaça dos piratas sarracenos, pelo que Creta forneceu a base de operações.

## Antecedentes: Creta sob domínio muçulmano
A ilha de Creta foi conquistada no final da década de 820 por uma grande força de exilados da Hispânia muçulmana. Nos anos após o desembarque inicial, o Império Bizantino lançou repetidas expedições para recuperar a ilha, mas elas foram derrotadas. Os árabes estabeleceram base em Chandax na costa norte, que tornou-se capital do Emirado de Creta. A ocupação teve consequências devastadoras ao Império Bizantino, pois abriu sua base naval, o Egeu, aos raides das frotas muçulmanas, tanto dos sarracenos cretenses, como do Levante, que usou Creta como base às expedições ou parada, como visto durante o saque de Salonica por Leão de Trípoli em 904, quando muitos dos mais de 20 000 cativos salonicenses foram vendidos ou dados como escravos em Creta.
A primeira grande tentativa dos bizantinos para reclamar a ilha foi em 842/843, sob Teoctisto. Isso deu certo, e aparentemente permitiu o restabelecimento das partes recuperadas da ilha como um tema, como evidente pela pesença de um estratego de Creta no contemporâneo Taktikon Uspensky. Contudo, Teoctisto abandonou a campanha, e as tropas deixaras para trás foram rapidamente derrotados pelos sarracenos. Na primavera de 866, o regente Bardas quis lançar campanha para recuperar Creta, mas foi morto às vésperas de sua partida. Outras tentativas bizantinas ocorreram em 911 (177 navios sob o almirante Himério) e 949 (128 navios sob Constantino Gongila) falharam desastrosamente, apesar de grande recursos e forças reunidas.  Segundo Christos Makrypoulias, apesar de sua frequente preparação meticulosa, as expedições bizantinas contra Creta falharam devido aos suprimentos restritos e a estratégia de atrito seguida pelos sarracenos cretenses. O sucesso ou falha em controlar Creta finalmente dependia do controle de Chandax, que deixou os bizantinos em posição precária por ter que manter um cerco por longos períodos longe de suas bases de suprimento. Seguros atrás das muralhas de Chandax, os sarracenos podia esperar até seus oponentes ficarem enfraquecidos o suficientes para lançar um contra-ataque devastador.
Determinado a vingar-se pelo desastre de 949, perto do fim de seu reinado Constantino VII (r. 913–959), começou preparativos para recuperar a ilha. Com sua morte em 959, a missão recaiu nas mãos de seu filho e sucessor, Romano II (r. 959–963). Com o apoio e incitação de seu ministro-chefe, José Bringas, Romano nomeou como doméstico das escolas oriental Nicéforo Focas, um soldado capaz e veterano distinto das guerras contra os muçulmano na Ásia Menor Oriental, como comandante-em-chefe da expedição. Focas mobilizou o exército da Ásia menor, e reuniu uma força de 50 000 homens, 27 000 remadores e 308 transportadores ao sul do Éfeso. Essa expedição foi muito maior que a anterior devido a estabilidade interna relativa trazida pelas vitórias recentes na fronteira oriental e a longeva paz com os búlgaros. Segundo Leão, o Diácono, a frota compreendia muitos drómones equipados com fogo grego.